# آيت مسعود (ملال آيت ولال)
آيت مسعود هو دُوَّار يقع بجماعة آيت ولال، إقليم زاكورة، جهة درعة تافيلالت في المملكة المغربية. ينتمي الدوّار لمشيخة ملال آيت ولال التي تضم 4 دواوير. يقدر عدد سكانه بـ 1190 نسمة حسب الإحصاء الرسمي للسكان والسكنى لسنة 2004.

## وصلات خارجية
- البوابة الوطنية للجماعات الترابية
- المندوبية السامية للتخطيط